# 율릭 나이서
율릭 나이서(Ulric Neisser, 1928년 12월 8일 – 2012년 2월 17일)는 독일출신 미국의 심리학자이며 "인지 심리학의 아버지"로도 불린다. 지각과 기억에 대해 연구하며 저술활동을 펼쳤다. 1967년 《인지심리학》이라는 책을 저술, 출판하여 인지심리학의 기초를 닦았으며, 이 책으로 그는 심리학자로서 명성을 얻게 되었다. 또한 행동주의의 영향으로 인지과정에 대해서는 전혀 고려하지 않던 당시의 학풍을 변화시키고 인지의 중요성, 사람의 정신적인 활동과정의 측정 및 연구 가능성에 대해서 새롭게 발견하는 계기를 만들었다. 이밖에도 기억에 대한 다양한 연구를 통하여 사람의 기억이란 당사자의 주관과 입장에 따라 편향되거나 왜곡될 수도 있다는 사실을 밝혔다.

## 어린 시절

### 출생과 성장
1928년 12월 8일 독일 킬에서 태어났다. 아버지 한스 나이서는 저명한 유대인 경제학자였으며 어머니 샬롯(롯테)은 사회학 전공자로 적극적인 여성 운동가였다. 이들은 1923년에 결혼하였다. 나이서의 아버지는 히틀러의 군사독재를 예견하고 1933년에 독일을 떠나 영국으로 건너 갔으며 몇 달 후 그의 가족이 뒤를 따랐다. 그들은 정기선을 타고 미국으로 항해하여 1933년 9월 15일 뉴욕에 도착했다. 성장기에는 야구에 관심이 많았었다.

### 교육과 활동
하버드 대학교에서 심리학을 전공하였고 1950년에 최우수학생으로 졸업하였다. 게슈탈트 심리학의 창시자 중 한 명인 볼프강 콜러가 교수로 있던 스와스모어 칼리지에서 석사 과정을 밟았다. 1956년 하버드대학교에서 정신물리학에 관한 논문으로 박사학위를 받고 하버드에서 일년간 강사로 활동하였다. 이후 브랜다이즈, 코넬, 에모리, 스탠포드 대학교에서 강의와 연구를 진행하였다.
하버드에 있는 동안 나이서는 MIT 링컨 연구소의 젊은 컴퓨터 과학자인 올리버 셀프리지(Oliver Selfridge)와 친구가 되었다. 셀프리지는 기계 지능의 초기 옹호자였다. 나이서는 그의 연구실에서 시간제 컨설턴트로 일했다. 나이서는 사고와 관련된 연구에 대한 여러 보조금을 받았다.

## 일과 경력
1976년 나이서는 인지와 현실( Cognition and Reality )을 저술하여 인지 심리학 분야에 대한 세 가지 일반적인 비판을 표현했다. 첫째, 그는 인지 심리학자들이 행동을 설명하고 설명하는 데 사용하는 전문화된 정보 처리 모델을 지나치게 강조하는 데 불만을 표시했다. 둘째, 그는 인지 심리학이 인간 행동의 일상적인 측면과 기능을 다루지 못했다고 느꼈다. 그는 이 실패의 원인을 1970년대 중반까지 인지 심리학의 풍토병이 된 인공 실험실 작업에 대한 과도한 의존에 크게 지목했다. 그는 인지 심리학이 한편으로는 실험실 실험에 의해 테스트된 행동 이론과 다른 한편으로는 실제 행동 사이에 심각한 단절을 겪고 있다고 느꼈 다. 마지막으로, 그리고 아마도 가장 중요하게는, 그는 저명한 지각 심리학자 JJ 깁슨 과 그의 아내인 발달 심리학의 "그랜드 담"인 Eleanor Gibson 이 제안한 직접 지각 및 정보 수집 이론에 대해 큰 존경심을 느끼게 되었다. . 나이서는 인지 심리학이 인간 행동은 지각하는 유기체가 직접 이용할 수 있는 정보의 분석으로 시작해야만 이해할 수 있다는 Gibsons의 견해를 주의 깊게 관찰하지 않고서는 그 잠재력을 달성할 희망이 거의 없다는 결론에 도달했다.
나이서의 경력에서 또 다른 이정표는 John Dean의 기억에 대한 1981년 출판물과 함께 발생했다. 사례 연구, 분석 John Dean의 Watergate 스캔들 증언. 이 보고서는 이 기사의 다른 곳에서 논의된 기억에 대한 그의 독창적인 견해, 특히 사건에 대한 개인의 기억이 수동적 재생산보다는 사건과 감정 상태의 조합에 의해 영향을 받을 수 있는 능동적 구성 과정에서 비롯된다는 견해를 소개했다. . 이 견해는 목격자 증언과 같은 것들의 신뢰성에 대한 명백한 의미를 가지고 있으며, 나이서는 나중에 False Memory Syndrome Foundation 의 이사가 되었다.

## 기억에 대한 연구
나이서는 기억의 핵심 개념화 중 하나인 기억이 과거의 수동적 재생산이 아니라 구성의 능동적 과정을 나타낸다는 현재 널리 받아들여지는 견해의 초기 주창자였다. 이 개념은 리처드 닉슨의 전 고문인 John Dean의 Watergate 증언에 대한 나이서의 분석에서 비롯되었다. 이 연구는 딘의 직접적인 증언에서 얻은 기억을 딘이 참여한 녹음된 대화와 비교한다. 나이서는 Dean의 기억이 녹음된 대화와 비교할 때 대체로 부정확하다는 것을 발견했다. 우선, 그는 딘의 기억이 자기 중심적인 경향이 있다는 것을 발견했고, 진행중인 사건에서 자신의 역할을 강조하는 항목을 선택했다. 더 중요한 것은 Dean이 실제로 다른 시간에 발생한 사건들의 조합을 하나의 "기억"으로 결합했다는 것이다. 나이서가 말했듯이 "기억에 남는 에피소드는 실제로 반복되는 일련의 사건을 나타냅니다." 나이서는 이러한 기억 오류가 일반적이며 구성 과정으로서의 기억의 특성을 반영한다고 제안했다.
플래시 전구 기억의 개념은 Brown과 Kulik이 1977년 John F. Kennedy의 암살에 대한 기억에 관한 논문에서 처음으로 언급되었다. 강한 감정적 각성을 유발하는 매우 놀랍고 의미심장한 사건은 사건 학습 당시 진행 중인 시간, 장소 및 기타 상황에 대한 생생하고 정확한 기억을 산출할 수 있다. 나이서는 '챌린저 우주 왕복선 폭발사고'에 대한 개인의 기억 연구를 착수하여 이러한 기억 개념에 대해 분석을 시도했다.
1986년 1월 챌린저 폭발사고 직후 나이서는 대학 신입생에게 설문지를 배포하여 그들이 어디에 있는지, 누구와 함께 있었는지, 몇 시에 챌린저 폭발이 발생했는지에 대한 주요 정보를 기록하도록 했다. 3년 후, 기억의 정확성을 조사하기 위해 설문 참여자를 대상으로 동일한 질문을 재차 실시했다. 기억의 정확성에 대한 학생의 확신에도 불구하고 오류가 있음을 발견했다. 이 같은 사례와 실험결과들을 통해 그는 순간을 포착하는 사진과 같이 정확하고 일관적으로 유지되는 기억에 대한 고전적인 시각을 반박하면서, 기억이란 당사자의 주관과 입장에 따라 편향되거나 왜곡될 수 있으며, 자신의 기억이 정확하지 않을 때도 개인적 성향에 따라 강한 확신을 나타낼 수 있다고 주장했다.
나이서는 기억이 구성되는 방식을 명확히 하기 위해 플래시 전구 기억에 대한 추가 연구를 수행했다. 한 연구에는 1989년 캘리포니아 지진에 대한 개인의 기억이 포함되었다. 나이서는 지진 근처에 있는 캘리포니아와 지진에서 멀리 떨어진 애틀랜타의 다른 사람들을 사용하여 실제로 사건을 경험한 사람들과 단순히 그것에 대해 들은 사람들의 기억의 차이를 조사했다. 나이서는 지진의 정서적 영향과 지진의 개별 기억에 대한 데이터를 수집하기 위해 설문조사를 사용하여 기억과 감정 사이의 가능한 연관성을 연구했다. 1991년 봄, 나이서는 참가자들에게 연락하여 지진에 대한 현재 계정과 이전 계정을 비교했다. 그는 애틀랜타 참가자와 비교하여 캘리포니아 학생들이 일반적으로 지진에 대해 더 정확하게 기억한다는 것을 발견했다.

## 저술 활동
1967년 "인지 심리학(Cognitive Psychology)"이라는 책을 출판했다. 인지 심리학 은 틀에 얽매이지 않는 것으로 간주되었지만, 나이서의 가장 논란의 여지가 있는 아이디어 중 일부가 포함된 것은 인지와 현실 이었다. 인지와 현실 의 주요 주제는 자연("생태학적으로 유효한") 환경에서 발생하는 지각에 대한 실험에 대한 나이서의 옹호이다. 나이서는 기억은 대체로 재구성되며 순간의 스냅샷이 아니라고 가정했다.
나이서는 챌린저 폭발에 대한 사람들의 기억에 대해 널리 알려진 연구 중 하나에서 이것을 설명했다. 말년에 그는 인간 지능 에 대한 현재 연구를 요약하고 플린 효과에 대한 최초의 주요 학술 논문을 편집했다. 2002년에 출판된 일반 심리학의 리뷰(Review of General Psychology ) 설문 조사에서 나이서는 20세기에 가장 많이 인용된 심리학자 32위로 선정되었다.

## 참고 문헌
1. ↑  Hyman, Ira (2012년 4월 27일). “Remembering the Father of Cognitive Psychology”. 《APS Observer》 (미국 영어). 25권 5호.
2. ↑  《APS Observer》 (미국 영어). |제목=이(가) 없거나 비었음 (도움말)
3. 1 2 3 4 5  [네이버 지식백과] 율릭 나이서 [Ulric Neisser] (두산백과 두피디아, 두산백과)
4. 1 2  Lindzey, G., Runyan, W.M. (Eds.)(2007). A history of psychology in autobiography, Vol 9, (pp. 269-301). Washington, DC: American Psychological Association.
5. 1 2 3  Fancher, R.E., Rutherford, A. (4th ed., 2012). Pioneers of Psychology (pp. 635-645). New York, NY: W.W. Norton.
6. 1 2  Harvard Magazine. (May–June 2012) Obituary: Ulric Gustav Neisser. 114(5):64M.
7. 1 2  Cutting, J. E. (2012). “Ulric Neisser (1928–2012)”. 《American Psychologist》 67 (6): 492. doi:10.1037/a0029351. PMID 22963415.
8. ↑  Neisser, U. (1981). John Dean's memory: A case study. Cognition,9, 102-115.
9. ↑  Brown, R.; Kulik, J. (1977). “Flashbulb memories”. 《Cognition》 5 (1): 73–99. doi:10.1016/0010-0277(77)90018-X.
10. 1 2  Neisser, U (1997). “The ecological study of memory”. 《Philosophical Transactions: Biological Sciences》 52 (1362): 1697–1701. Bibcode:1997RSPTB.352.1697N. doi:10.1098/rstb.1997.0151. PMC 1692100. PMID 9415921.
11. ↑  Neisser, U (1996). “Remembering the earthquake: direct experience vs. hearing the news”. 《Memory》 4 (4): 337–358. doi:10.1080/096582196388898. PMID 8817459.
12. 1 2 3  Szokolsky, A (2013). “Interview with Ulric Neisser”. 《Ecological Psychology》 25 (2): 182–199. doi:10.1080/10407413.2013.780498.
13. ↑  Martin, D. (2012, February 25). Ulric Neisser Is Dead at 83; Reshaped Study of the Mind. The New York Times. Pp. A20.
14. ↑  Haggbloom, Steven J.; Warnick, Renee; Warnick, Jason E.; Jones, Vinessa K.; Yarbrough, Gary L.; Russell, Tenea M.; Borecky, Chris M.; McGahhey, Reagan; Powell III, John L. (2002). “The 100 most eminent psychologists of the 20th century”. 《Review of General Psychology》 6 (2): 139–152. doi:10.1037/1089-2680.6.2.139.